# Köppenova klasifikace podnebí
| Af Am Aw | BWh BWk BSh BSk | Csa Csb | Cwa Cwb Cwc | Cfa Cfb Cfc | Dsa Dsb Dsc Dsd | Dwa Dwb Dwc Dwd | Dfa Dfb Dfc Dfd | ET EF |

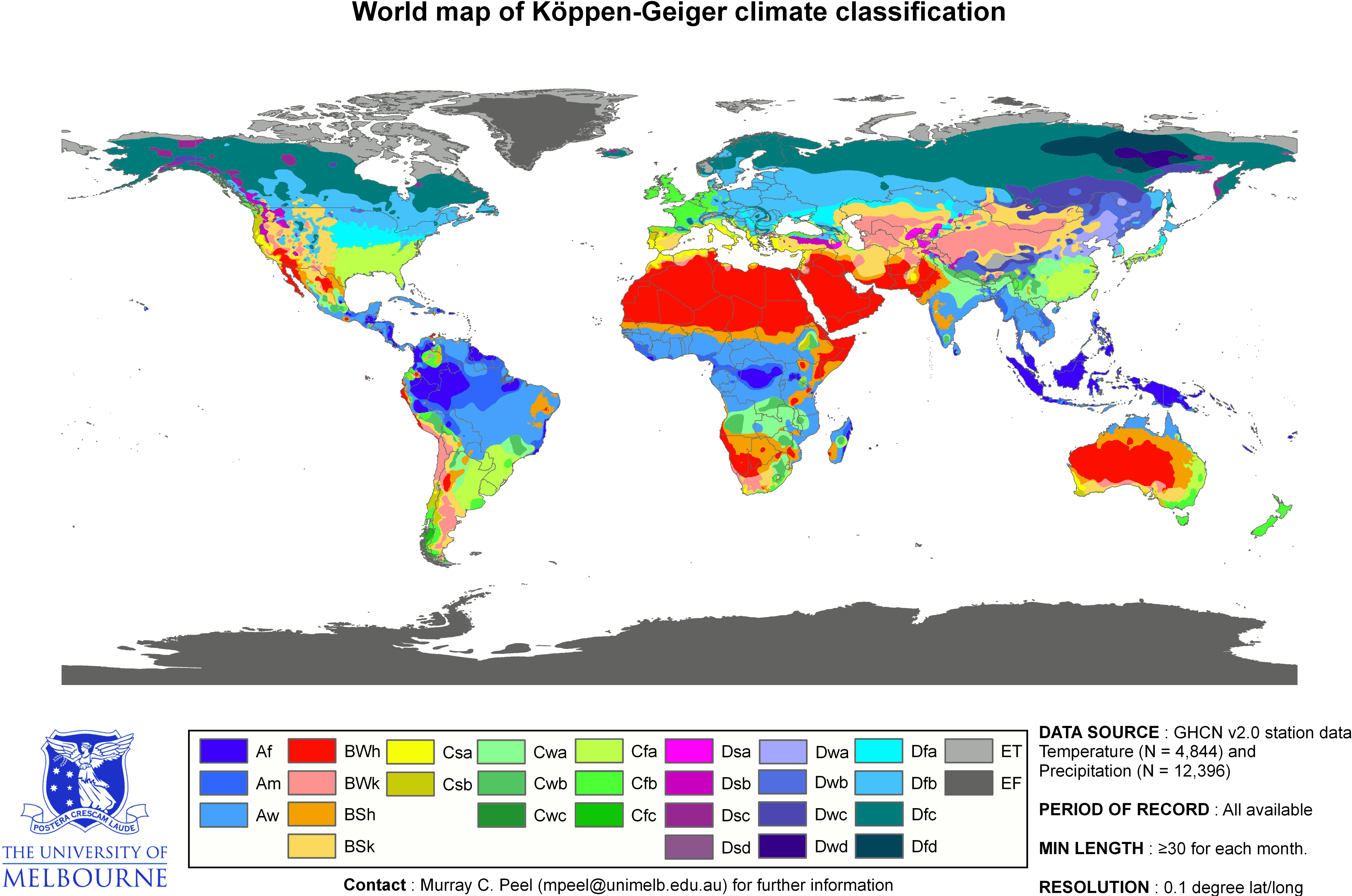
Köppen-Geigerova klimatická mapa
Af
Am
Aw
BWh
BWk
BSh
BSk
Csa
Csb
Cwa
Cwb
Cwc
Cfa
Cfb
Cfc
Dsa
Dsb
Dsc
Dsd
Dwa
Dwb
Dwc
Dwd
Dfa
Dfb
Dfc
Dfd
ET
EF

Köppenova klasifikace podnebí je konvenční klasifikace podnebí, která je zároveň nejrozšířenější a nejpoužívanější klasifikací podnebí. Jejím autorem je rusko-německý klimatolog Wladimir Köppen. Klasifikace je utvořena podle rozložení teplot vzduchu a atmosférických srážek ve vztahu k vegetaci. Vznikla již roku 1884 přepracováním tzv. Suppanovy klasifikace a původně byla založena na průběhu ročních izoterem, délce trvání teplot a rostlinstvu a vegetaci. K jejímu přepracování došlo roku 1918 na základě zohlednění většího množství získaných meteorologických dat. Poslední úprava proběhla v roce 1936 ve spolupráci s německým klimatologem Rudolfem Geigerem (někdy je taky proto klasifikace označovaná jako Köppenova-Geigerova klasifikace) a je založena „na teplotním a srážkovém režimu a jeho vlivu na biotu krajiny“.
V Köppenově klasifikaci je stanoveno 5 hlavních klimatických pásem s 11 základními klimatickými typy. Klimatická pásma jsou značeny velkými písmeny: A, B, C, D, E.
Předpokládá se, že do roku 2099 se rozšíří hlavně tropické podnebí (A) a zmenší rozloha pro polární podnebí (E).

## Členění
V Köppenově klasifikaci je stanoveno 5 hlavních klimatických pásem s 11 základními klimatickými typy. Klimatická pásma jsou značeny velkými písmeny: A, B, C, D, E.
- A = tropické podnebí (teplota ve všech měsících je vyšší než 18 °C)
  1. Af = podnebí tropického dešťového pralesa (f = dostatek srážek ve všech měsících)
  2. Am = tropické monzunové podnebí (m = monzunové)
  3. Aw a As = savanové podnebí
    1. As = savanové podnebí se suchými léty (s = suchá léta)
    2. Aw = savanové podnebí se suchými zimami (w = suché zimy)

- B = suché podnebí, tj. aridní a semiaridní podnebí (srážky v závislosti na teplotě nejsou dostatečné pro růst vegetace)
  1. Bs = stepní podnebí (s = suchá léta)
    1. Bsh = horké semiaridní podnebí (h = horké)
    2. Bsk = studené semiaridní podnebí (k = studené)

  2. Bw = pouštní podnebí (w = suché zimy)
    1. Bwh = horké aridní podnebí
    2. Bwk = studené aridní podnebí

- C = mírné podnebí, také mírně teplé podnebí (teploty nejchladnějšího měsíce jsou mezi +18 °C a -3 °C)
  1. teplé vlhké podnebí (f = dostatek srážek ve všech měsících)
    1. Cfa = vlhké subtropické podnebí (a = horká léta)
    2. Cfb = mírné oceánické podnebí (b = teplá léta)
    3. Cfc = subpolární oceánické podnebí (c = chladná léta a studené zimy)

  2. teplé podnebí se suchou zimou (w = suché zimy)
    1. Cwa = monzuny ovlivněné vlhké subtropické podnebí
    2. Cwb = monzuny ovlivněné mírné oceánické podnebí
    3. Cwc = monzuny ovlivněné subpolární oceánické podnebí

  3. teplé podnebí se suchým létem (s = suchá léta)
    1. Csa = středomořské podnebí s horkými léty
    2. Csb = středomořské podnebí s teplými léty
    3. Csc = středomořské podnebí s chladnými léty

- D = boreální podnebí nebo kontinentální podnebí, také mírně studené podnebí (teploty nejteplejšího měsíce jsou nad +10 °C a teplota nejchladnějšího měsíce je pod -3 °C)
  1. kontinentální podnebí se studenou a vlhkou zimou (f = dostatek srážek ve všech měsících)
    1. Dfa = vlhké kontinentální podnebí s horkými léty (a = horká léta)
    2. Dfb = vlhké kontinentální podnebí s teplými léty (b = teplá léta)
    3. Dfc = subpolární podnebí (c = chladná léta a studené zimy)
    4. Dfd = silně subpolární podnebí (d = velmi studené zimy)

  2. kontinentální podnebí se studenou a suchou zimou (w = suché zimy)
    1. Dwa = monzuny ovlivněné vlhké kontinentální podnebí s horkými léty
    2. Dwb = monzuny ovlivněné vlhké kontinentální podnebí s teplými léty
    3. Dwc = monzuny ovlivněné subpolární podnebí
    4. Dwd = monzuny ovlivněné silně subpolární podnebí

  3. kontinentální podnebí se suchým létem (s = suchá léta)
    1. Dsa = středomořsky ovlivněné vlhké kontinentální podnebí s horkými léty
    2. Dsb = středomořsky ovlivněné vlhké kontinentální podnebí s teplými léty
    3. Dsc = subpolární podnebí
    4. Dsd = silně subpolární podnebí

- E = studené podnebí (teploty nejteplejšího měsíce jsou pod +10 °C)
  1. ET = podnebí tundry a výškové podnebí nad 3 000 m (T = tundra)
  2. EF = ledové podnebí, respektive podnebí trvalého mrazu (F = ledové)[6][7][8]

- Podnebná mapa Evropy
- Podnebná mapa Afriky
- Podnebná mapa Severní Ameriky
- Podnebná mapa Jížní Ameriky
- Podnebná mapa Asie
- Podnebná mapa Austrálie